# Marie Pezé
Pour les articles homonymes, voir Pezé.
Marie Pezé, née en 1951, est psychologue, docteur en psychologie, et psychanalyste. Elle est l’initiatrice de la première consultation « Souffrance au travail » au Centre d'accueil et de soins hospitaliers de Nanterre en 1997.

## Biographie
Elle soutient en 1980 une thèse en psychologie intitulée Approche psychosomatique des lésions en chirurgie de la main, à l’université Paris VII Censier, sous la direction de M. Sami Ali. Sa pratique thérapeutique se développe au contact des blessés en service de chirurgie de la main. Ses travaux mettent en lien trois champs traditionnellement séparés par des barrières disciplinaires : la prise en charge médicale, la psychanalyse et l’étude des enjeux psychiques du travail. Elle s'intéresse particulièrement aux symptômes liés aux traumatismes professionnels, les symptômes liés au harcèlement moral, les troubles musculo-squelettiques et l’anatomie administrative, c’est-à-dire le corps tel qu’il est décrit par les nomenclatures administratives.
Entre 1980 et 1996, Marie Pezé est psychologue clinicienne dans l’unité de chirurgie de la main du docteur Marc Iselin au Centre d'accueil et de soins hospitaliers de Nanterre. En 1996, elle fonde la première consultation Souffrance et travail en France et y exerce jusqu’en 2010. Cette consultation s’appuie sur la psychodynamique du travail, discipline établie par Christophe Dejours (Conservatoire National des Arts et Métiers). Lorsque Christophe Dejours crée en 2008 au CNAM un certificat d’études spécialisées de psychopathologie du travail, Marie Pezé en devient la responsable pédagogique. Le nombre de consultations se multiplie et atteindra 200 en 2022. En 2011 dans une interview à L'Humanité, elle déclare que « le harcèlement, c’est l’arbre qui cache la forêt ».
Elle est licenciée par l'hôpital de Nanterre en 2010, et fait alors évoluer sa carrière professionnelle. Elle crée notamment un site internet, Souffrance et Travail, qui propose des ressources médicales, sociales et juridiques destinées tant aux travailleurs qu'aux professionnels de santé. Il s'agit d'offrir la possibilité d’interroger les spécialistes de la question. Le site est géré par l’association Diffusion des connaissances sur le travail humain (DCTH), créée en 2011, dont Marie Pezé est présidente. Par le biais de cette association, elle coordonne le réseau des 200 consultations Souffrance et Travail qui couvrent le territoire.
De 2002 à 2014, Marie Pezé est experte près la cour d’appel de Versailles en psychopathologie du travail. En 2002, elle participe au groupe de travail sur “Le harcèlement moral dans les établissements sanitaires, sociaux et médico-sociaux publics” (DHOS, ministère de la santé, de la famille et des personnes handicapées). En 2005, elle participe à la commission “Violence, travail, emploi, santé” présidée par Christophe Dejours (dans le cadre de la loi relative à la politique de santé publique du 09/08/2004, ministère de la santé, de la solidarité, et de la famille). En 2009, elle participe à la commission parlementaire UMP de réflexion sur la souffrance au travail.
Elle est à plusieurs reprises auditionnée sur des thèmes en lien, notamment en janvier 2010, au Sénat par la commission “Mal-être au travail”, au Conseil économique, social et environnemental en 2014 dans le cadre de l’étude “Combattre toutes les violences faites au femmes”, à l'Assemblée Nationale par la commission sur l'épuisement professionnel, conduite par les députés Yves Censi et Gérard Sebaoun.
En 2022, c'est au nom de tous les cliniciens du Réseau Européen de consultations Souffrance et travail dont elle est responsable, et des contributeurs et webmasters du site souffrance-et-travail.com que Marie PEZE a eu l'honneur de recevoir la Légion d'Honneur, promotion 1/1/22, Ministère du travail.

### Ouvrages
- Le Deuxième Corps, La Dispute, 2002.
- Ils ne mouraient pas tous mais tous étaient frappés, Pearson, 2008.  (ISBN 978-2744063411).
- Avec Rachel Saada et Nicolas Sandret, Travailler à armes égales, Pearson, 2011.  (ISBN 978-2-7440-6428-9).
- Je suis debout bien que blessée, Josette Lyon, 2014.
- Le burn out pour les nuls, Editions FIRST, 2017.  (ISBN 978-2-7540-8469-7).
- Ils ne mouraient pas tous mais tous étaient frappés,Champs, Flammarion, 2010, 2023
- Le deuxième corps,  La dispute, 2024

### Collaborations à des documents filmiques
- Ils ne mouraient pas tous mais tous étaient frappés, Sophie Bruneau et Marc Antoine Roudil ;
- J'ai (très) mal au travail, Jean-Michel Carre ;
- La mise à mort du travail, Jean-Robert Viallet, prix Albert-Londres, 2010.